# 재클린 댈리아

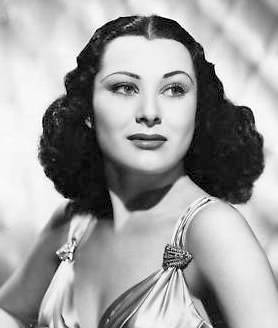

재클린 댈리아(Jacqueline Dalya, 1918년 8월 3일 ~ 1980년 11월 25일)는 미국의 영화배우, 연극 배우이다.
뉴욕에서 태어났으며 로스앤젤레스에서 사망하였다.

## 영화
- 와바시 애비뉴 (1950년)
- 멕시코의 미스테리 (1948년)
- 시에라 마드레의 보석 (1948년)
- 수영하는 미녀 (1944년)
- 아이 매리드 언 엔젤 (1942년)
- 카이로 (1942년)
- 혈과 사 (1941년)